# Levan Akin
Pour les articles homonymes, voir Akın.
Levan Akin est un réalisateur, scénariste et producteur suédois, né le 14 décembre 1979 à Tumba, en Botkyrka, en Suède.

## Biographie
Levan Akin nait et grandit à Tumba, en Botkyrka. Ses parents, d'origine géorgienne, avaient emménagé en Suède dans les années 1960, à l'époque de l'Union soviétique. Il retourne chaque année en Géorgie avec sa sœur pour les vacances d'été : il y consolide sa connaissance de la culture géorgienne et la pratique de la langue géorgienne.
Levan Akin débute comme assistant réalisateur dans des productions cinématographiques, surtout à Sveriges Television. Il travaille au Studio 24 pour la production de Nous, les vivants (Du Levande) de Roy Andersson (2007).
En 2008, il remporte deux prix au festival du film de Hambourg aux côtés de la créatrice et productrice de film Erika Stark pour le court métrage De sista sakerna (2008).
Levan Akin  réalise ensuite des séries comme Livet i Fagervik (2009), Anno 1790 (2011) et Real Humans : 100 % humain (Äkta människor, 2012)  pour la chaine de télévision Sveriges Television.
En automne 2011, il présente son premier long métrage Katinkas kalas au festival international du film de Stockholm — le scenario est basé sur les tensions intérieures d’un groupe de jeunes célébrant  un anniversaire une nuit d'été — : les acteurs sont tous inconnus et trois d’entre eux ont été nommés  pour le prix L'Oréal Paris Rising Star du festival. Yohanna Idha (en) est nommé pour un scarabée d’or.
En 2019, il propose le film Et puis nous danserons (And Then We Danced) — le scénario se déroule en Géorgie et met en scène Merab, un élève d’une école de danse traditionnelle géorgienne qui tombe amoureux de son rival masculin — ; lors du tournage l’équipe cinématographique s’entoure de gardes du corps compte-tenu des menaces explicites. Le 6 novembre 2019, l’Église orthodoxe de Géorgie exprime officiellement sa désapprobation à la promotion et à la projection du film, contraire aux valeurs de l’Église et aux valeurs nationales. Le 8 novembre 2019, lors de la sortie du film à Tbilissi et à Batoumi, des manifestations éclatent  aux abords des salles de cinéma : plusieurs milliers d’opposants tentent d’empêcher les spectateurs d’entrer, les forces spéciales de police interviennent, 28 personnes sont arrêtées, mais le réalisateur se félicite que toutes les projections aient pu avoir lieu. Le film a été présenté à la Quinzaine des Réalisateurs de Cannes; il est choisi pour représenter le cinéma suédois aux Oscars  2020 de Los Angeles.
En 2020 il est invité à rejoindre l'Académie des arts et des sciences du cinéma.
Entre 2022 et 2024 il réalise 6 épisodes de la série Entretien avec un vampire, adaptée des Chroniques des vampires d'Anne Rice, pour AMC.
Son troisième film Crossing Istanbul est présenté en première mondiale à la Berlinale 2024. Ce dernier met en scène le voyage à Istanbul d'une femme géorgienne qui souhaite retrouver la trace de sa nièce transgenre.

## Filmographie

### Comme réalisateur

#### Longs métrages
- 2011 : Katinkas kalas
- 2015 : The Circle, chapitre 1 : les élues (Cirkeln)
- 2019 : Et puis nous danserons (And Then We Danced)
- 2024 : Crossing Istanbul[16] (Crossing)

#### Court métrage
- 2008 : De sista sakerna

#### Séries télévisées
- 2007 : Labyrint mobisodes
- 2008-2010 : Andra Avenyn (10 épisodes)
- 2009 : Livet i Fagervik (3 épisodes)
- 2011 : Anno 1790 (3 épisodes)
- 2012 : Real Humans : 100 % humain (Äkta människor) (20 épisodes)
- 2022-2024: Entretien avec un vampire (Interview with the vampire) (6 épisodes)

### Comme scénariste

#### Longs métrages
- 2011 : Katinkas kalas de lui-même
- 2015 : The Circle, chapitre 1 : les élues (Cirkeln) de lui-même
- 2019 : Et puis nous danserons (And Then We Danced) de lui-même
- 2024 : Crossing Istanbul de lui-même

#### Court métrage
- 2008 : De sista sakerna de lui-même

### Comme producteur
- 2008 : De sista sakerna de lui-même (court métrage, coproducteur)

## Crédit d'auteurs
- (sv) Cet article est partiellement ou en totalité issu de l’article de Wikipédia en suédois intitulé « Levan Akin » (voir la liste des auteurs).